# ᴖ̈
ᴖ̈, appelé moitié supérieure de o tréma, ou ᴗ̈, appelé moitié inférieure de o tréma, est une lettre latine utilisée dans l'alphabet phonétique ouralien.

## Utilisation
La lettre ᴖ̈ est utilisée par le linguiste finnois Yrjö Wichmann à partir de 1893 pour représenter la lettre ö ouvert.

## Représentations informatiques
La lettre moitié supérieure de o tréma et la lettre moitié inférieure de o tréma peuvent être représentées avec les caractères Unicode suivants : 
- décomposé et normalisé NFD (Alphabet phonétique international, diacritiques) :

| formes    | représentations | chaînes de caractères | points de code | descriptions                                                     |
| --------- | --------------- | --------------------- | -------------- | ---------------------------------------------------------------- |
| minuscule | ᴖ̈               | ᴖ◌̈                    | U+1D16 U+0308  | lettre minuscule latine moitié supérieure de o diacritique tréma |
| minuscule | ᴗ̈               | ᴗ◌̈                    | U+1D17 U+0308  | lettre minuscule latine moitié inférieure de o diacritique tréma |